# Gussago
Gussago é uma comuna italiana da região da Lombardia, província de Bréscia, com cerca de 14.380 habitantes. Estende-se por uma área de 25 km², tendo uma densidade populacional de 575 hab/km². Faz fronteira com Brescia, Brione, Castegnato, Cellatica, Concesio, Ome, Rodengo-Saiano, Roncadelle, Villa Carcina.

## Demografia
| Variação demográfica do município entre 1861 e 2011                               |
|                                                                                   |
| Fonte: Istituto Nazionale di Statistica (ISTAT) - Elaboração gráfica da Wikipedia |